# ورونیکا ۶۱۲

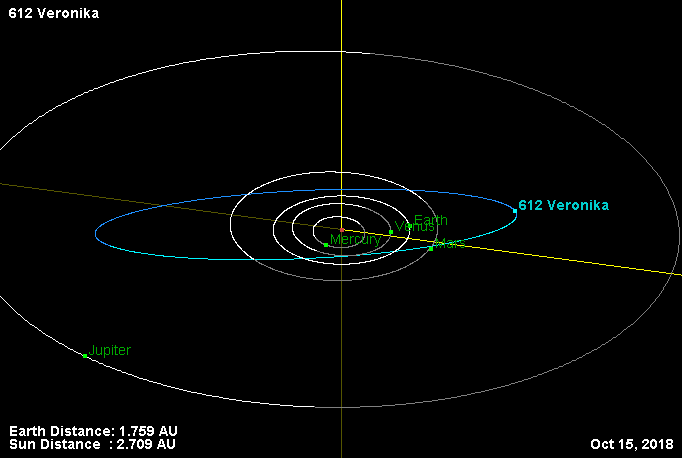
نمایی از محل قرارگیری سیارک ورونیکا ۶۱۲ در مدار – ۲۰۱۸

سیارک ۶۱۲ (به انگلیسی: 612 Veronika، نامگذاری:1906VN) ششصد و دوازدهمین سیارک کشف شده‌است که در ۸ اکتبر ۱۹۰۶ و در هایدلبرگ کشف شد.
قدر مطلق سیارک برابر ۱۱٫۲۰ است.